# Spathius longicornis
Spathius longicornis är en stekelart som beskrevs av Chao 1978. Spathius longicornis ingår i släktet Spathius och familjen bracksteklar. Inga underarter finns listade i Catalogue of Life.